# Maas
Maas (fransk: Meuse, vallonsk: Moûze) er en flod, der gennemløber Frankrig, Belgien og Holland. Floden har en længde på 925 km fra sit udspring i Frankrig til sit udløb i Hollands Diep ved Nordsøen.